# Jeltoqsan
O Jeltoqsan (em cazaque: Желтоқсан көтерілісі) foram motins ocorridos em Almati, capital do Cazaquistão, em dezembro de 1986, em resposta ao Secretário-geral do Partido Comunista da URSS, Mikhail Gorbachev, que demitiu Dinmukhamed Konayev, primeiro secretário do Partido Comunista do Cazaquistão, e nomeou em seu cargo Gennady Kolbin, uma pessoa não cazaque.
Os eventos duraram de 17 a 19 de dezembro de 1986. Os protestos começaram na manhã de 17 de dezembro, como uma manifestação estudantil atraindo milhares de participantes, que marcharam através da Praça Brejnev até a frente do Comité Central do Partido Comunista. Como resultado, as tropas internas e o ÓMON uniram-se e entraram na cidade, onde a violência eclodiu em toda a área urbana. Nos dias seguintes, os protestos se espalharam para Shymkent, Taldykorgan e Karaganda.

## Protestos
A demissão do primeiro secretário do Partido Comunista do Cazaquistão, Dinmukhamed Konayev (que serviu entre 1964 e 1986), um cazaque étnico, em 16 de dezembro, e a nomeação de uma pessoa russa, Gennady Kolbin, como o primeiro secretário foi a principal razão para as manifestações estudantis pacíficas que começaram no início da manhã de 17 de dezembro.
De acordo com o livro de memórias de Gorbachev, após o 27º Congresso do Partido, em dezembro de 1986, ele se reuniu com Konayev e discutiu a renúncia sua renúncia. Konayev expressou seu desejo de se aposentar e propôs a nomeação de um russo em seu lugar, para conter o avanço de Nursultan Nazarbayev (que mais tarde se tornou presidente do Cazaquistão) nas fileiras do partido. Konayev, em seu próprio livro, disse que Gorbachev nunca perguntou a ele sobre seu substituto e apenas disse que "um bom companheiro" seria enviado.
As manifestações começaram na manhã de 17 de dezembro de 1986, quando entre 200 a 300 estudantes se reuniram em frente à sede do Comité Central, na Praça Brejnev (atual Praça da República), em Almati, para protestar contra a decisão do PCUS de nomear Kolbin em vez de um cazaque étnico. O número de manifestantes aumentou para entre 1.000 a 5.000, com a maioria sendo estudantes de universidades e institutos.
O TASS, em uma reunião extraordinária, condenou as manifestações argumentando que "pessoas anti-sociais e parasitas" estavam se aproveitando destes momentos para realizar "ações ilegais contra os representantes da lei e da ordem". As reuniões foram realizadas em fábricas, escolas e outras instituições para condenar essas ações.
Testemunhas relataram que os manifestantes recebiam vodkas, narcóticos e folhetos, indicando que os distúrbios não eram espontâneos. Eles não concordaram com a caracterização do motim como relacionados ao nacionalismo ou a independência; eles disseram que era um protesto contra Gorbachev e a nomeação de uma pessoa de fora para dirigir o estado cazaque.
Como resposta, o Comitê Central do Partido Comunista ordenou que as tropas do Ministério do Interior, cadetes, policiais e voluntários isolassem a praça e os participantes. A situação durou cerca de 5 horas, quando as tropas receberam ordens para dispersar os manifestantes. Os confrontos entre as forças de segurança e os manifestantes continuaram durante toda a noite na praça e em diferentes partes de Almati.
No segundo dia, protestos se transformaram em confrontos nas ruas, universidades e dormitórios, entre as tropas, voluntários e unidades de milícia, e os estudantes cazaques. Os confrontos não foram controlados até o terceiro dia. Os eventos em Almati foram seguidos por protestos menores e manifestações em Shymkent, Pavlodar, Karaganda e Taldykorgan.
O número de estimativas de manifestantes variam. Os relatórios iniciais de Moscou afirmavam que cerca de 200 pessoas estiveram envolvidas nas manifestações. Relatórios posteriores de autoridades do Cazaquistão estimaram que os protestos atraíram 3.000 pessoas.
Outras estimativas são de, pelo menos, 30.000 a 40.000 manifestantes, com 5.000 presos e encarcerados, e um número desconhecido de vítimas. Líderes do Jeltoqsan dizem que mais de 60.000 cazaques participaram nos protestos em todo o país.
Em Karaganda, 54 alunos foram banidos das universidades e cinco estudantes foram processados.